# Viola eichenfeldii
Viola eichenfeldii är en violväxtart som beskrevs av Halacsy.. Viola eichenfeldii ingår i släktet violer, och familjen violväxter. Inga underarter finns listade i Catalogue of Life.